# Wouldn't Change a Thing (canción de Camp Rock)
«Wouldn't Change A Thing» es el primer sencillo de la Película Original de Disney Channel, Camp Rock 2: The Final Jam. La canción es cantada por los personajes de Demi Lovato (Mitchie Torres) y de Joe Jonas (Shane Gray).

## Argumento de la canción
Mitchie (Demi Lovato) comienza la canción diciendo que siente que Shane (Joe Jonas) no la escucha y que la mente del joven se encuentra lejos y que ella no puede alcanzarla. Entonces, Shane también comienza a hablar, dice que la joven es seria y que siempre esta en problemas. Después, ambos creen que no se importan uno al otro.
Después, reconocen que aunque están frente a frente no son capaces de mirarse a los ojos.
Ellos, se sienten muy diferentes, tanto que se comparan con el fuego y la lluvia, pero terminan reconociendo que es imposible enfadarse entre ellos.
Luego, Shane reconoce que ella siempre intenta arreglar su vida, cuando el lo que quiere es dejar que su música suene, intentando olvidar todo lo malo. Después, dice que sabe que ella va a todo o a nada pero que aun así la ama.
Ella se pregunta que porque el intentara leer su mente, cosa que el inmediatamente reconoce.
Ella dice que pelean pero Shane piensa que es porque ella quiere llamar su atención, ya que es lo que sus amigos le han dicho.
Luego, el empieza a creer que cuando este extraña a Mitchie ella no lo extraña y ella que cada vez que ella va junto a él, Shane siempre se marcha.
Luego reconocen que ambos son imperfectos pero terminan diciendo que sus sentimientos no cambian.

## Intérpretes principales
- Demi Lovato como Mitchie Torres
- Joe Jonas como Shane Gray

## Otras versiones
| Nombre                        | Cantante(s)                       | País                   | Idioma    | Nombre original           |
| ----------------------------- | --------------------------------- | ---------------------- | --------- | ------------------------- |
| "Eu Não Mudaria Nada Em Você" | Jullie ft. Joe Jonas              | Brasil                 | Portugués | "Wouldn't Change A Thing" |
| "Wouldn't Change A Thing"     | Demi Lovato ft. Stanfour          | Alemania               | Inglés    | "Wouldn't Change A Thing" |
| "Nada Vou Mudar"              | Mia Rose ft. Joe Jonas            | Portugal               | Portugués | "Wouldn't Change A Thing" |
| "Per la vita che verrà"       | Finley                            | Italia                 | Italiano  | "Wouldn't Change A Thing" |
| "Nie zmieniajmy nic"          | Ewa Farna ft. Kuba Molęda         | Polonia                | Polaco    | "Wouldn't Change A Thing" |
| "És Ezt Érzem Így Van Jól"    | Brigitta Némethy ft. Ádám Dando   | Hungría                | Húngaro   | "Wouldn't Change A Thing" |
| "Nu As Schimba Nimic"         | Miruna Oprea ft. Noni Răzvan Ene  | Rumania                | Rumano    | "Wouldn't Change A Thing" |
| "Wouldn't Change A Thing"     | Sita Vermeulen ft. Dean Delannoit | Países Bajos · Bélgica | Inglés    | "Wouldn't Change A Thing" |
| "İstemem Değişmesin"          | Atiye Deniz                       | Turquía                | Turco     | "Wouldn't Change A Thing" |
| "Stejný cíl mám dál"          | Ewa Farna ft. Jan Bendig          | República Checa        | Checo     | "Wouldn't Change A Thing" |